# Orjaška skolija
Orjaška skolija (znanstveno ime Megascolia maculata) je vrsta ozkopase ose iz družine skolij, razširjena po Sredozemlju in Zahodni Aziji. Samice zrastejo do 4 cm v dolžino, s čimer je ena največjih evropskih predstavnikov skupine, ki ji pogovorno pravimo »ose«, samci pa so nekoliko manjši.
Ima črno osnovno obarvanost telesa, gosto poraščeno s kratkimi črnimi in rjavimi dlačicami, le na zadku sta dva para neodlakanih rumenih lis. Samice imajo živorumeno ali oranžno obarvano zgornjo polovico glave, medtem ko je pri samcih glava manjša in črne barve, a z daljšimi tipalnicami. Pogosto jo zamenjujejo z azijskim sršenom, ki ima po zadku proge.
Vrsta je samotarska. Odrasli se prehranjujejo z nektarjem, ličinke pa so specializirane na zajedanje velikih ličink hroščev, kot je nosorožec.